# Бабарыкино (Тверская область)
Бабарыкино — опустевшая деревня в Старицком районе Тверской области. Входит в состав Степуринского сельского поселения.

## География
Находится в южной части Тверской области на расстоянии приблизительно 6 км на запад по прямой от административного центра поселения деревни Степурино.

## История
Деревня была отмечена ещё на карте 1825 года. В 1859 году здесь (деревня Зубцовского уезда) было учтено 22 двора, в 1941 году — 39.

## Население
Численность населения: 178 человек (1859 год), 0 как в 2002 году, так и в 2010.